# Roerich (cráter mercuriano)
Roerich es un cráter de impacto del planeta Mercurio de 111,67 km de diámetro. Lleva el nombre del pintor ruso Nikolaj Konstantinovic Roerich (1874-1947), y su nombre fue aprobado por la Unión Astronómica Internacional en 2013.